# Liste der Monuments historiques in Couloisy
Die Liste der Monuments historiques in Couloisy führt die Monuments historiques in der französischen Gemeinde Couloisy auf.

## Liste der Bauwerke
| Bezeichnung                       | Beschreibung | Standort | Kennzeichnung | Schutzstatus | Datum | Bild           |
| --------------------------------- | ------------ | -------- | ------------- | ------------ | ----- | -------------- |
| Glockenturm der Kirche Notre-Dame |              | (Lage)   | PA00114645    | Classé       | 1913  | weitere Bilder |